# Нзула, Альберт
Альберт Томас Нзула (англ. Albert Nzula; 1903 или 16 ноября 1905, Роксвилль, Оранжевое Свободное государство — 17 января 1934, Москва, СССР) — южноафриканский политик, деятель рабочего и коммунистического движения Южной Африки, марксист, журналист.

## Биография
Принадлежал к народу зулусов. Образование получил в миссионерских школах Бенсонвале и Ловендале, получив диплом учителя, после чего переехал в Аливал-Норт, Трансвааль, где работал в качестве преподавателя, переводчика и секретаря местного отделения работников промышленности и торговли; позже переехал в Эватон, где устроился преподавателем в миссионерскую школу Уилберфорс, через некоторое время получив пост её директора.
С юных лет активно участвовал в деятельности Африканского национального конгресса, а в августе 1928 года вступил в Коммунистическую партию Южной Африки, где быстро завоевал репутацию талантливого оратора и получил известность; вследствие этого события начал подвергаться травле со стороны антикоммунистов и был вынужден уйти с поста директора школы в Эвантоне и переехать в Йоханнесбург, где стал преподавать в вечерней школе для чернокожих, организованной коммунистами. Вскоре в эту школу проникли агенты тайной полиции ЮАС и обвинили его в «разжигании расовой розни», арестовав и отдав в апреле 1929 года под суд, в результате которого, однако, Нзула был лишь оштрафован
Благодаря своим ораторским способностям и идейности Нзула был избран, несмотря на свой молодой возраст, в 1929 году секретарём ЦК Коммунистической партии Южной Африки, а затем и секретарём Африканской федерации профсоюзов и, совместно с Эдвардом Ру, секретарём Лиги борьбы за права коренного населения. Под его руководством были организованы массовые акции протеста чернокожего населения против расизма, угнетения и дискриминации.
В 1930 году начал стремительно терять свой авторитет из-за прогрессирующего алкоголизма, ввиду чего потерял пост секретаря ЦК, став, однако, членом Центрального совета профинтерна в качестве представителя прогрессивных профсоюзов ЮАС (также известных как «Федерация неевропейских профсоюзов»). В 1931 году он уехал в Москву, чтобы учиться в Ленинской школе, и там стал автором и членом редколлегии коминтерновского журнала The Negro Worker, который был органом Международного профсоюзного комитета рабочих-негров. Свои работы писал под псевдонимом Тед Джексон. Находясь в СССР, написал, в частности, книгу «Страна алмазов и рабов» (1932) и выступил соавтором работы «Принудительный труд и профдвижение в негритянской Африке» (1933).
Умер в Москве от, согласно официальной версии, пневмонии. Тем не менее существует версия, что он мог быть убит советскими спецслужбами из-за подозрений в симпатиях к троцкизму (о чём он проговаривался в нетрезвом состоянии).